# California State University, Northridge Men's Volleyball
La California State University, Northridge Men's Volleyball è la squadra di pallavolo maschile appartenente alla California State University, Northridge, con sede a Los Angeles, nel quartiere di Northridge: milita nella Big West Conference della NCAA Division I.

## Storia
La squadra di pallavolo maschile della California State University, Northridge viene fondata nel 1977. Il primo allenatore del programma è Walt Ker, che resta in carica fino al 1985, vincendo cinque titolo di conference ed un titolo di stato. Dal 1986 al 1997 alla guida dei Matadors vi è John Price. In questo periodo, precisamente nel 1991, il programma viene affiliato alla Division I NCAA. 
Nella stagione 1993, nonostante il terzo posto nella MPSF, i Matadors centrano la prima qualificazione alla Final Four: in semifinale superano per 3-0 la Penn State, ma nella finale contro la UC Los Angeles escono sconfitti col medesimo risultato; tra i Matadors Axel Hager, Ken Lynch e Coley Kyman vengono inseriti nell'All-Tournament Team.
Dal 1998 il timone del programma passa a Jeff Campbell, che riporta i Matadors in Final Four nella stagione 2010, rimediando però un netto 3-0 nella semifinale contro la Penn State.
Nel 2018 il programma abbandona la Mountain Pacific Sports Federation, approdando nella neonata Big West Conference.

## Record
| Piazzamento          |   | Edizione                 |
| -------------------- | - | ------------------------ |
| Tornei NCAA          | 2 | Finale: 1 1993           |
| Tornei NCAA          | 2 | Semifinali: 1 2010       |
| Titoli di conference | 5 | CCVC: 2 1977, 1979       |
| Titoli di conference | 5 | WCVC: 3 1981, 1982, 1983 |

## Conference
- CCVC: 1977-1980
- WCVC: 1981-1983
- California Intercollegiate Volleyball Association: 1984-1986
- Western Intercollegiate Volleyball Association: 1987-1992
- Mountain Pacific Sports Federation: 1993-2017
- Big West Conference: 2018-

## National Newcomer of the Year
- Cody Loe (2008)

## All-American

### First Team
- Neil Coffman (1991)
- Coley Kyman (1991, 1993)
- Oliver Heitmann (1994)
- Chad Strickland (1997)
- Doug English (2003)
- Joe Nargi (2003)
- Eric Vance (2008, 2009)
- Kevin McKniff (2010)
- Jacek Ratajczak (2010)
- Jalen Phillips (2025)

### Second Team
- Axel Hager (1993)
- Chad Strickland (1996)
- Eckhard Walter (2002)
- Ty Tramblie (2004)
- Brian Waite (2004, 2005, 2006)
- Nils Nielsen (2005)
- Isaac Kneubuhl (2008)
- Cody Loe (2008)
- Jacek Ratajczak (2009)
- Arvis Greene (2018)
- Kyle Hobus (2024)

## Allenatori
- Walt Ker: 1977-1985
- John Price: 1986-1997
- Jeff Campbell: 1998-